# Mauvoisin (Adelsgeschlecht)
Das Haus Mauvoisin war eine Familie des nachgeordneten Feudaladels des fränkischen Vexin (Francia, Île-de-France) im hochmittelalterlichen Frankreich, die vom 11. bis zum 14. Jahrhundert existierte.

## Geschichte
Stammvater der Familie war Rudolf I., der sich selbst in einem von ihm aufgesetzten Diplom „Malusvicinus cognomento ad Barbam“ nannte, was übersetzt etwa „der böse Nachbar, genannt mit dem Barte“ lautet. Mit diesem Diplom bestätigte er eine Landschenkung bei Bonnières-sur-Seine zugunsten der Abtei von Coulombs, womit er vermutlich ein vorangegangenes Vergehen an der Abtei zu sühnen beabsichtigte, was ihn als einen jener Fehdemänner und Raubritter ausweisen dürfte, die für das Frankreich des 11. Jahrhunderts charakteristisch waren. Der Namenszusatz Malusvicinus entwickelte sich zu einem echten Gentilnamen, unter dem die ersten Generationen der Nachkommen Rudolfs I. allgemein bekannt waren und in Diplomen und erzählenden Chroniken benannt wurden, ähnlich wie die Trencavel in Carcassonne oder die Taillefer in Angoulême.
Dem weiteren Urkundenbestand ist zu entnehmen, dass Rudolf I. in den Jahren 1055 und 1060 als Gefolgsmann des Grafen Walter III. von Vexin auftrat und zeitweilig als Vizegraf von Mantes amtierte. Als geografische Heimat der Familie lässt sich damit der Raum am linken, südlichen Ufer der Seine westlich von Paris ausmachen, im heutigen Département Yvelines, worauf einige Ortsnamen wie Boissy-Mauvoisin, Fontenay-Mauvoisin und Jouy-Mauvoisin noch heute verweisen. Im 12. Jahrhundert errichteten die Mauvoisin etwa drei Kilometer westlich von Mantes am linken Ufer der Seine die Burg von Rosny, die zum Stammsitz der Familie avancierte und nach der die späteren Generationen dann zumeist „von Rosny“ genannt wurden.
Die Mauvoisin kamen Zeit ihrer Existenz nicht über den Rang des nachgeordneten Burgadels hinaus. Mit dem 1140 zum Erzbischof von Reims gewählten Samson Mauvoisin († 1161) konnte lediglich ein Familienmitglied bis in die Spitzen der französischen Kirchenhierarchie aufsteigen. Bekannt wurden einige Angehörige vor allem als Kreuzritter und Schlachtteilnehmer. Peter Mauvoisin wurde ein Ritter des Haushalts König Philipp II. August und 1214 zu einem der Helden der Schlacht bei Bouvines, wo sein Versuch, Kaiser Otto IV. gefangen zu nehmen, dessen Flucht vom Schlachtfeld provozierte. Robert III. Mauvoisin († 1217) war ein prominenter Gefolgsmann des Simon von Montfort auf dem Albigenserkreuzzug und betätigte sich darüber hinaus als Trobador.
Im frühen 14. Jahrhundert erlosch die Familie im Mannesstamm. Rosny-sur-Seine wurde durch mehrere Erbfälle an die Familien Beaussart, Melun und zuletzt Béthune weitergereicht. Im 16. Jahrhundert wurde in der Burg der Staatsmann Maximilien de Béthune, duc de Sully, geboren, der am Standort der alten Burg das heute zu sehende Schloss erbauen ließ.

## Wappen

d’or à deux fasces de gueules

## Stammliste
Die Stammliste der Mauvoisin wurde von Joseph Depoin auf Basis des erhaltenen Urkundenbestandes rekonstruiert, die allerdings nicht frei von Annahmen ist. Besonders die von ihm angenommene Filiation Roberts III. Mauvoisin († 1217) von Rudolf IV. Mauvoisin ist nicht zweifelsfrei belegt. Als möglich erscheint auch eine Vaterschaft des vor 1177 verstorbenen Robert II. Mauvoisin.
1. Rudolf I. Mauvoisin „mit dem Barte“ (gen. 1055, 1060); ⚭ Eva
  1. Robert I. Mauvoisin
  2. Rudolf II. Mauvoisin; ⚭ ?
    1. Rudolf III. Mauvoisin „der Bärtige“; ⚭ Odesinde
      1. Rudolf IV. Mauvoisin; ⚭ 1. Brita; ⚭ 2. N. N. von Aulnay (?)
        1. (I) Rudolf V. Mauvoisin, Herr von Rosny († 1198)
        2. (I) Wilhelm II. Mauvoisin, Herr von Rosny († ~1198/1201); ⚭ Adeline
          1. Guido III. Mauvoisin, Herr von Rosny; ⚭ Alix
            1. Guido IV. Mauvoisin, Herr von Rosny († vor 1262); ⚭ ?
              1. Guido V., Herr von Rosny († 1311); ⚭ Isabella von Mello (Haus Mello)
                1. Guido VI., Herr von Rosny; ⚭ Laura von Aumale, Tochter Johanns I., Graf von Aumale
                  1. Guido VII., Herr von Rosny; ⚭ Roberta von Beaumetz
                    1. Laura von Rosny; ⚭ Robert von Beaussart
                    2. Beatrix von Rosny; ⚭ Johann von La Ferté-Fresnel
                    3. Margarete von Rosny; ⚭ Robert von Harcourt, Herr von Beaumesnil

                  2. Ida von Rosny; ⚭  Johann III. († 1331), Graf von Dreux (Haus Frankreich-Dreux)

                2. Johanna von Rosny († nach 1310); ⚭ Robert von Tancarville (X 11. Juli 1302 bei Courtrai) (Haus Tancarville)
                3. Isabella von Rosny; ⚭ 1. Peter von Chambly; ⚭ 2. Johann von Heilly; ⚭ 3. Johann II., Graf von Sancerre († 1327)
                4. Margarete von Rosny († nach 1327); ⚭ Peter von Heilly

            2. Wilhelm IV. Mauvoisin
            3. Alix Mauvoisin; Wilhelm von Senlis, Herr von Chantilly

          2. Rudolf VI. Mauvoisin
          3. Robert IV. Mauvoisin (gen. 1209); ⚭ Elisabeth Morhier
          4. Wilhelm III. Mauvoisin

        3. (I) Manasses II. Mauvoisin
        4. (I) Peter Mauvoisin, Herr von Nonancourt und Saint-André († vor 1234); ⚭ Agnes
          1. Johann Mauvoisin (gen. 1234)
          2. Rudolf, Herr von Saint-André (gen. 1228 und 1238); ⚭ Adeline von Chevreuse

        5. (I) Agnes Mauvoisin, Äbtissin von Saint-Antoine-des-Champs († 1240); ⚭ Drogo von Cressonsacq
        6. (I) Johanna Mauvoisin
        7. (I) Regina Mauvoisin
        8. (II) Robert III. Mauvoisin († 1217); ⚭ Cecilia von Chevreuse
          1. Isabella Mauvoisin (gen. 1238); ⚭ Adam von Beaumont-en-Gâtinais

      2. Wilhelm I. Mauvoisin
      3. Manasses I. Mauvoisin
      4. Samson Mauvoisin, Erzbischof von Reims († 21. September 1161)
      5. Robert II. Mauvoisin († vor 1177)

    2. Hugo Mauvoisin
    3. Evrard Mauvoisin
    4. N. N.; ⚭ Hugo von Courcelles
    5. Guido II. Mauvoisin

  3. Guiardus/Guido I. – angeblich Stammvater der Herren von La Roche-Guyon
  4. Guierricus de Porta
  5. Eudeline; ⚭ Ansoud Le Riche